# La Godivelle
La Godivelle är en kommun i departementet Puy-de-Dôme i regionen Auvergne-Rhône-Alpes i centrala Frankrike. Kommunen ligger i kantonen Ardes som tillhör arrondissementet Issoire. År 2022 hade La Godivelle 17 invånare.

## Befolkningsutveckling
Antalet invånare i kommunen La Godivelle
| Referens: INSEE |